# Lodowiec Khumbu

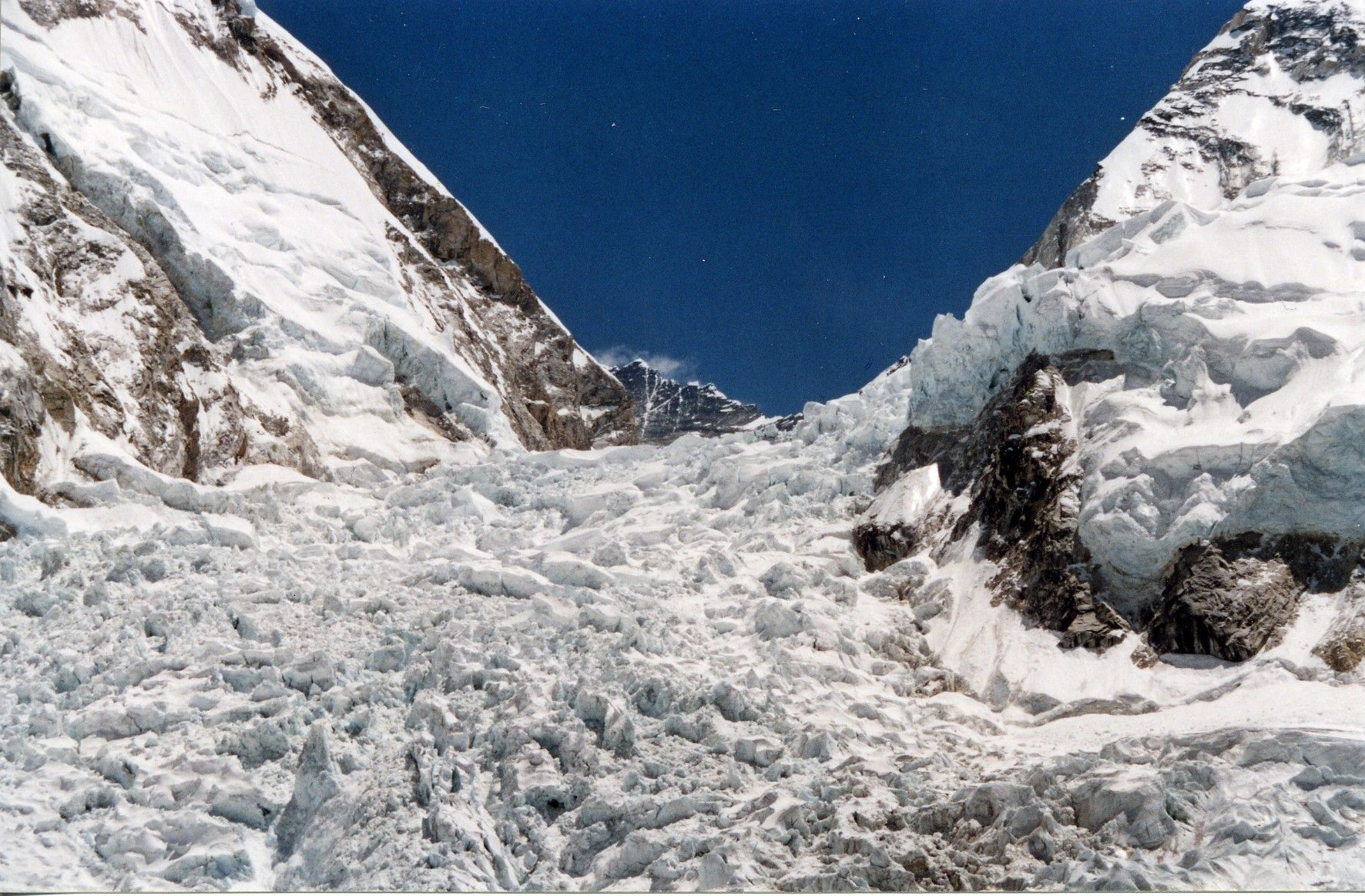
Lodowiec Khumbu

Lodowiec Khumbu – lodowiec w Himalajach, otoczony przez Mount Everest (od północy), Lhotse (od wschodu) i Nuptse (od północy). W jego dolnej części znajduje się lodospad Ice Fall, będący jednym z najtrudniejszych etapów podróży na sąsiednie szczyty.

Lodowiec Khumbu
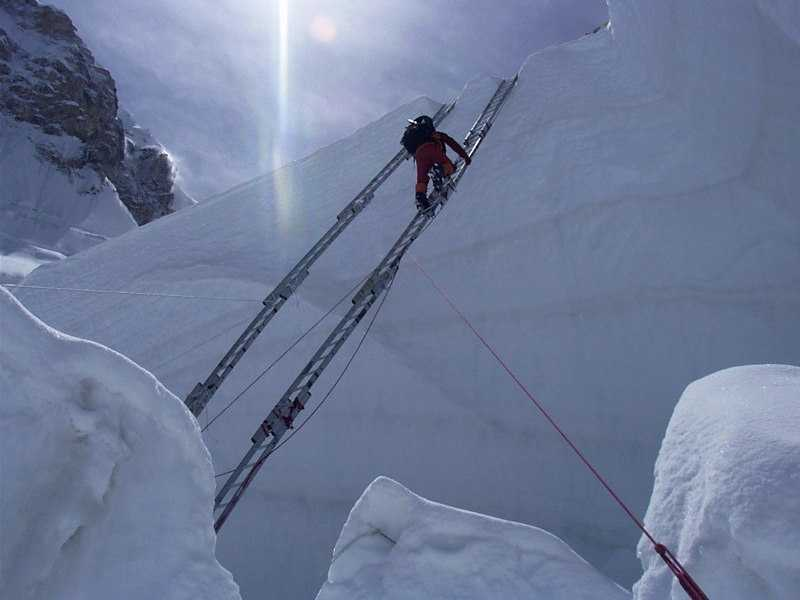
Droga przez lodospad Khumbu
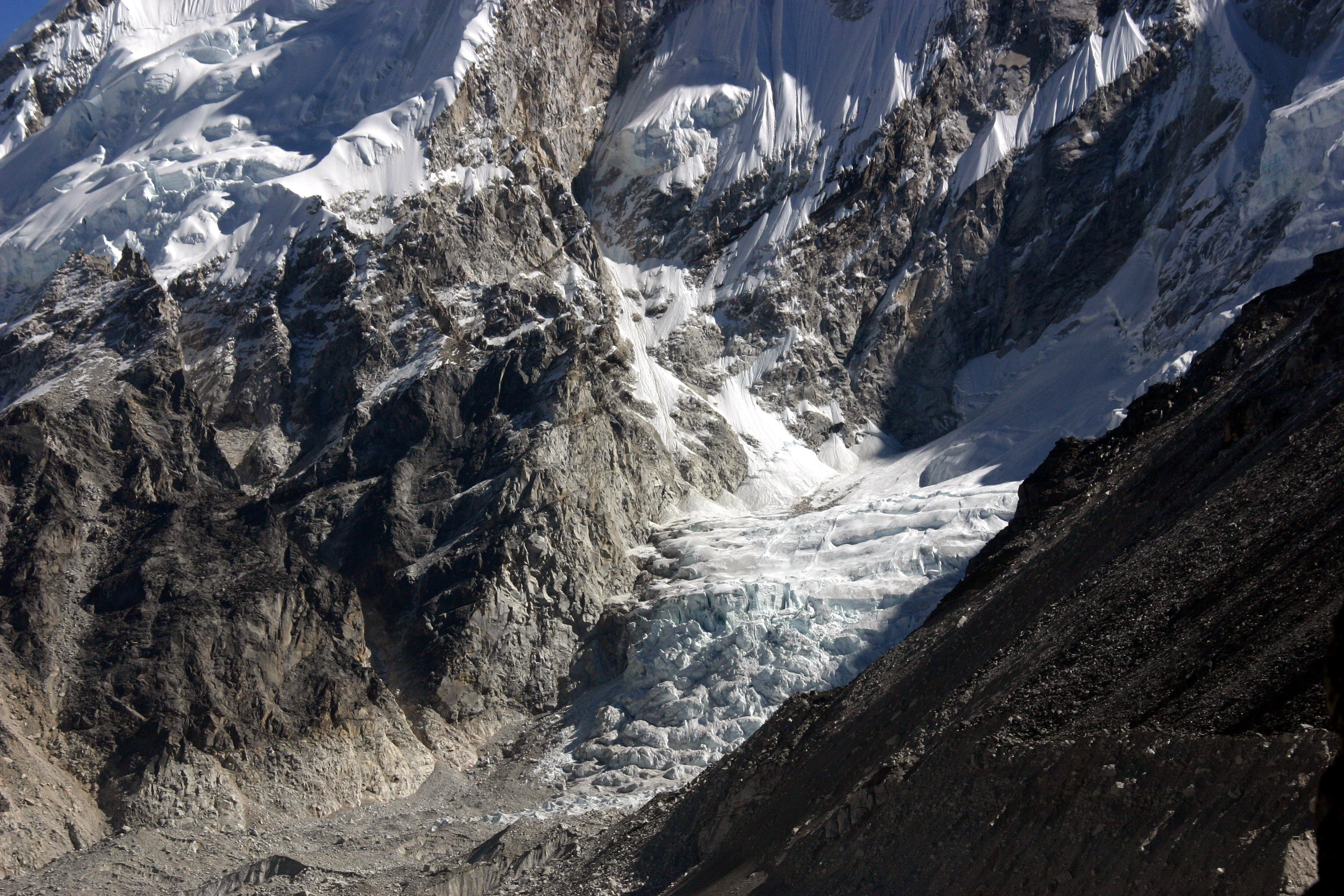
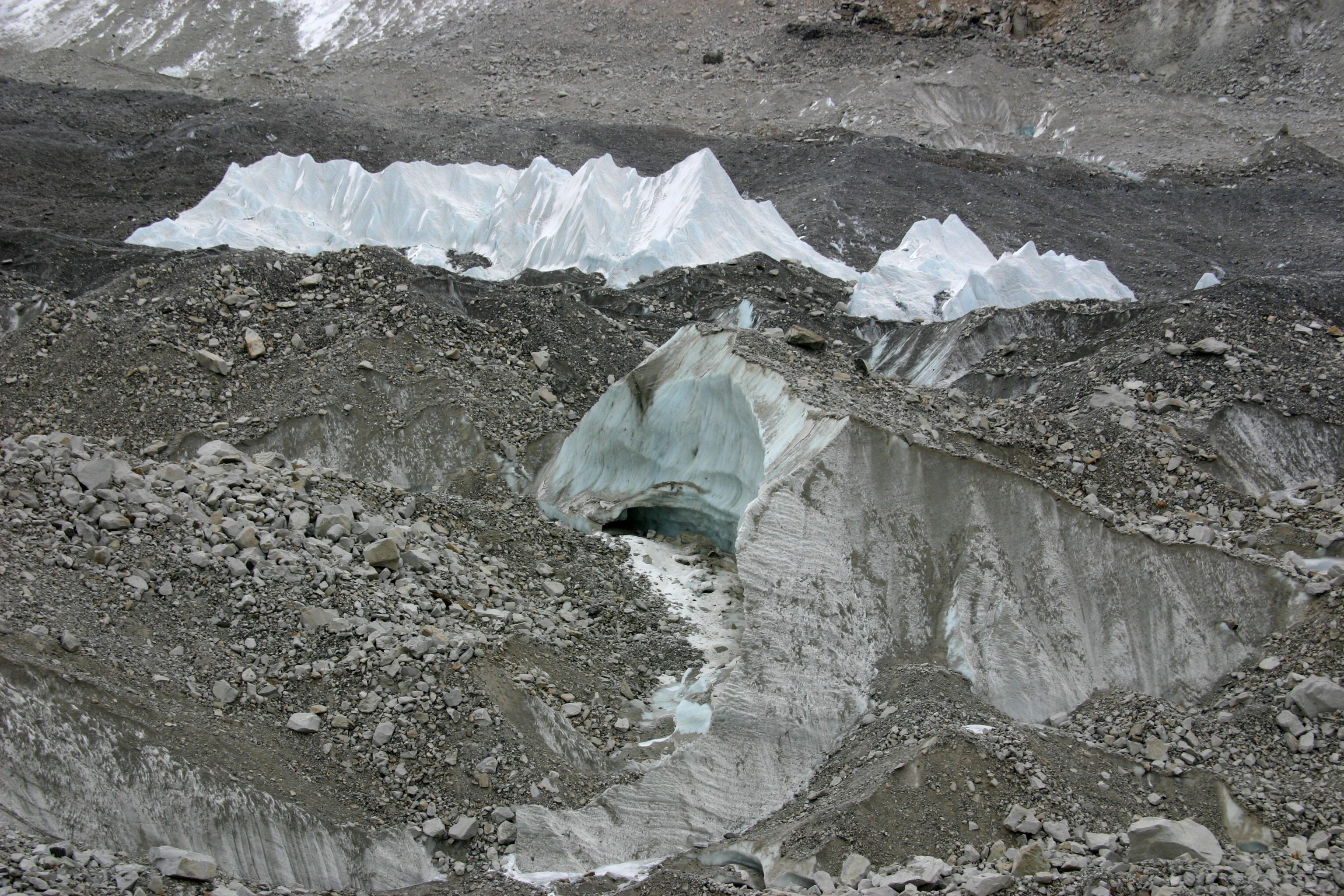
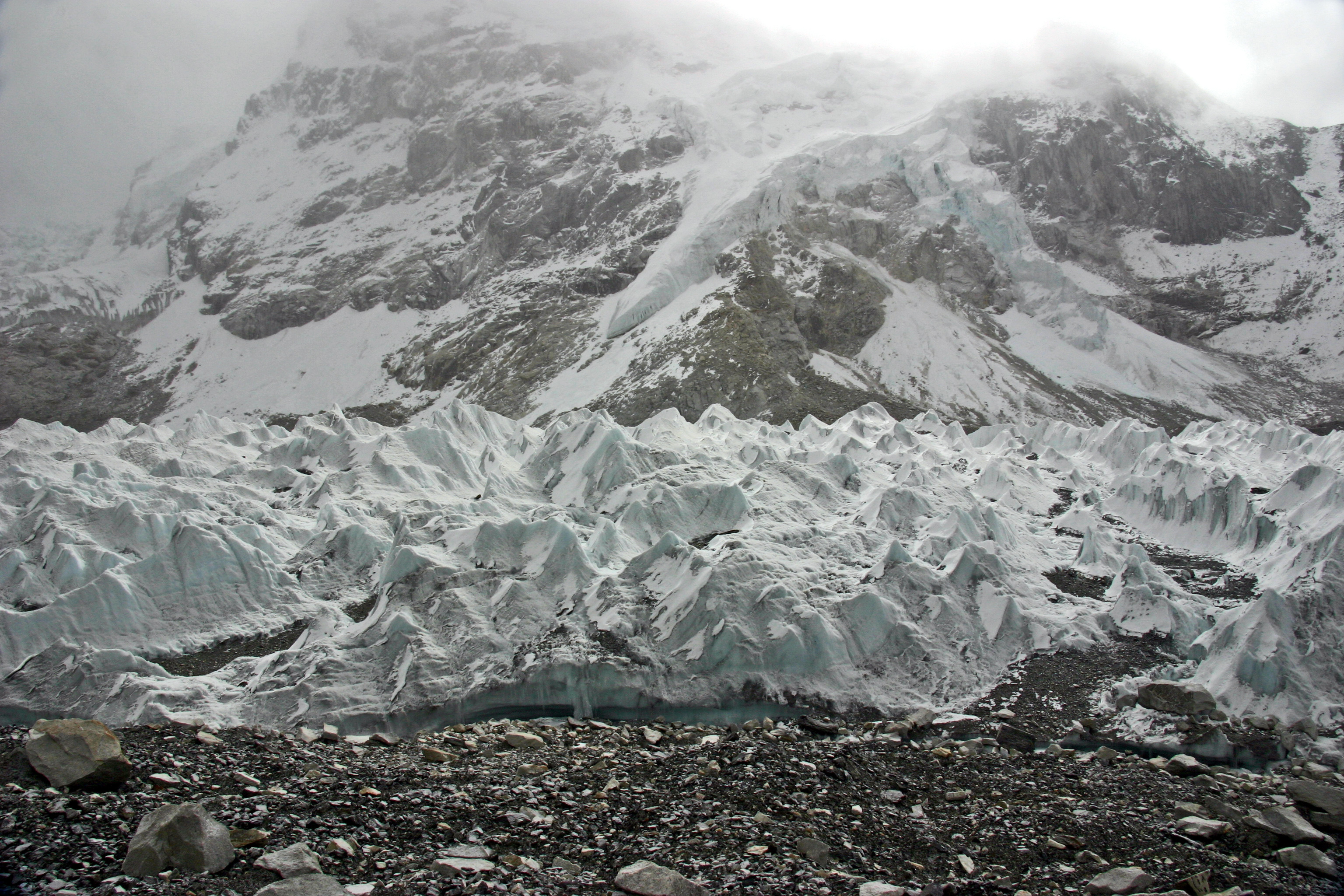
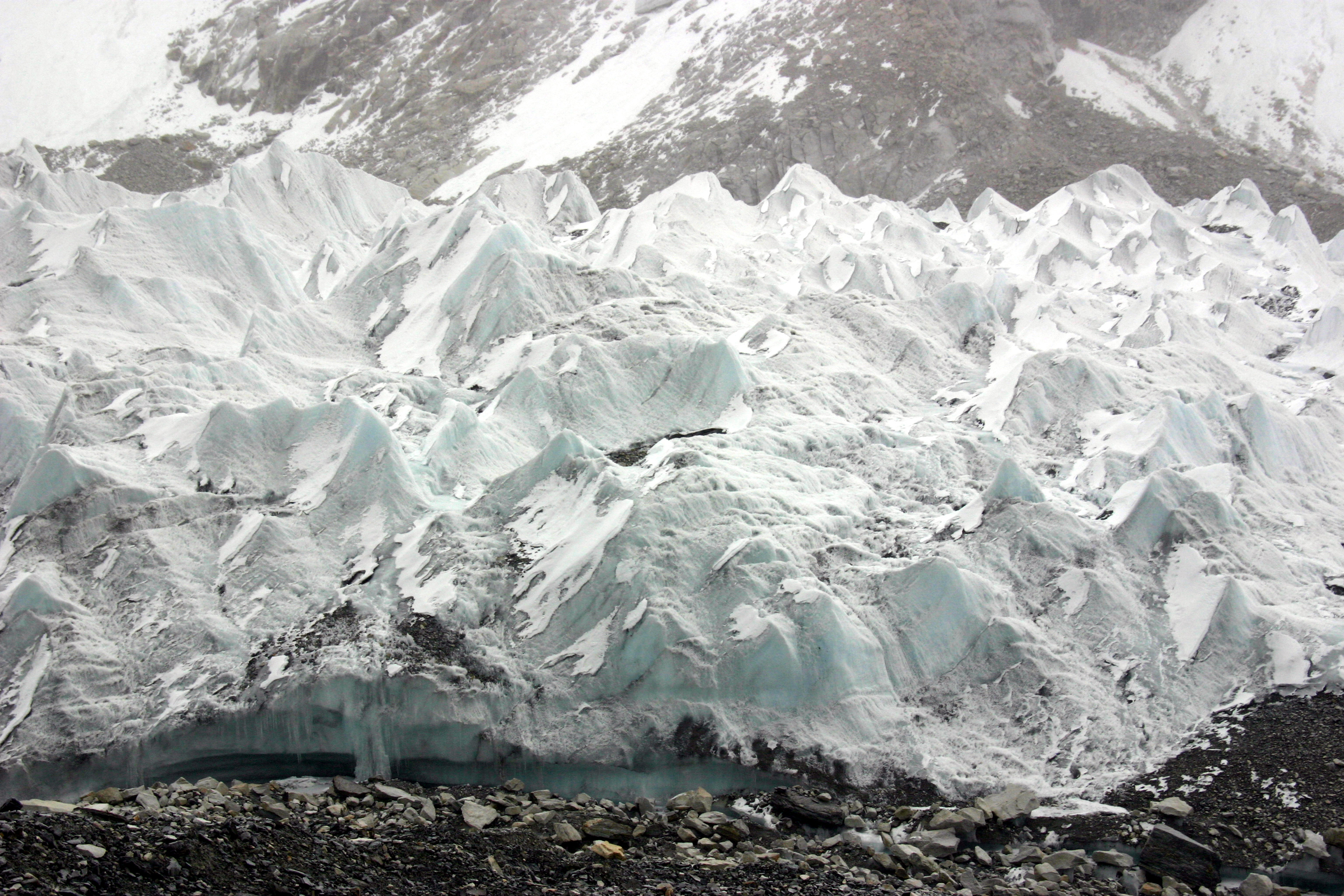
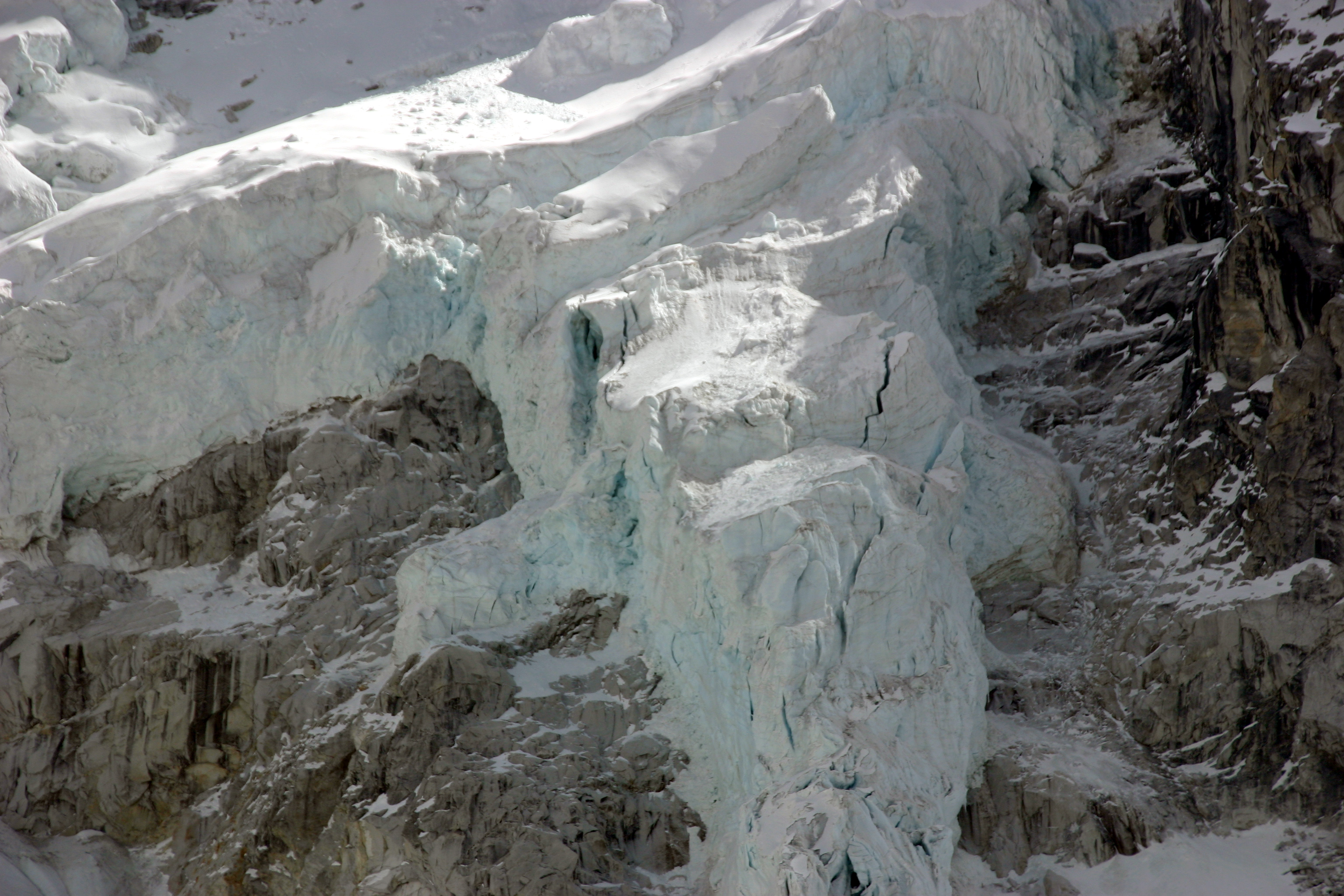